# Sarajevski sporazum o ustavnim promjenama
Sarajevski sporazum o ustavnim promjenama je sporazum usuglašen 27. ožujka 2002. godine. Sporazum je službeno za cilj imao provedbu odluke U-5/98 Ustavnog suda BiH iz 2000. godine (Odluka o konstitutivnosti naroda u Bosni i Hercegovini). U odluci je eksplicitno navedeno kako je konstitutivnost (ustavotvornost) tri naroda "natkrovljujuće načelo". Prije ove odluke u RS su samo Srbi bili konstitutivni, a samo Bošnjaci i Hrvati u FBiH. Za Hrvate u BiH posebno su bili pogubni Petritschevi amandmani od 19. travnja 2002. godine koji su u međunarodnoj zajednici poznati pod ciničnim nazivom "airport decision" tj. "odluka iz zračne luke" jer ih je visoki predstavnik Wolfgang Petritsch potpisao doslovno u zračnoj luci, neposredno prije svog odlaska iz BiH. Nametnuti amandmani, u potpunosti utemeljeni na odredbama Sarajevskoga sporazuma o ustavnim promjenama, de iure su dodali sva tri naroda kao konstitutivne u ustave oba entiteta, ali de facto, Republika Srpska je ostala srpski entitet, a Federacija BiH je od bošnjačko-hrvatske federacije, koja je po Washingtonskom sporazumu trebala ući u konfederaciju s Republikom Hrvatskom, postala bošnjački entitet.

## Pozadina
Alija Izetbegović, u to doba predsjedatelj Predsjedništva Bosne i Hercegovine, je zahtjevom od 12. veljače 1998. godine pokrenuo postupak pred Ustavnim sudom Bosne i Hercegovine radi ocjenjivanja suglasnosti Ustava Republike Srpske i Ustava Federacije Bosne i Hercegovine s Ustavom Bosne i Hercegovine. U odluci Ustavnoga suda BiH U-5/98 (Odluka o konstitutivnosti naroda u Bosni i Hercegovini) eksplicitno je navedeno kako je konstitutivnost (ustavotvornost) tri naroda "natkrovljujuće načelo" Ustava BiH.
Visoki predstavnik za Bosnu i Hercegovinu, Vijeće Europe i nekoliko zapadnih prijestolnica su od siječnja 2001. godine entitete gurkali u pravcu razmatranja i utvrđivanja ustavnih promjena neophodnih za provedbu odluke Suda. Ovaj proces uključivao je formiranje multietničkih ustavnih komisija pri entitetskim zakonodavnim tijelima, rad političkih stranaka na izradi njihovih vlastitih prijedloga, konzultacije s međunarodnim ustavnim ekspertima, period u kome se vodila javna debata, međustranačke pregovore, te, na kraju, mjesec dana intenzivnog pregovaranja u Uredu Visokog predstavnika (OHR). Pregovori su službeno za cilj imali provedbu odluke U-5/98 Ustavnog suda BiH iz 2000. godine. Prije ove odluke u RS su samo Srbi bili konstitutivni, a samo Bošnjaci i Hrvati u FBiH.
27. ožujka 2002., nakon više od 90 sati iscrpnih pregovora pod pokroviteljstvom visokog predstavnika, Wolfganga Petritscha, političari koji predstavljaju Socijaldemokratsku partiju, Stranku za BiH, Novu hrvatsku inicijativu potpisali su Sporazum o provedbi Odluke Ustavnog suda u cijelosti poznat i kao Sarajevski sporazum o ustavnim promjenama. Srpska demokratska stranka, Partija demokratskog progresa, Savez nezavisnih socijaldemokrata i Socijalistička partija Republike Srpske potpisali su s dvije rezerve povezane s dvije posebne odredbe.

## Sporazum
Konstitutivni narodi i skupina ostalih bit će proporcionalno zastupljeni u javnim institucijama u Republici Srpskoj i Federaciji BiH, a zasnivat će se na popisu iz 1991. dok se Aneks 7 Daytonskog mirovnog sporazuma u cijelosti ne provede. Javne su institucije ministarstva u vladama Republike Srpske i Federacije BiH i vladama županija, općinski organi vlasti, županijskisudovi u Federaciji BiH, okružni sudovi u Republici Srpskoj, te općinski sudovi u Republici Srpskoj i Federaciji BiH. Dokumentom je predviđeno da predsjednik, premijer, predsjednik parlamenta, predsjedatelj Doma i Vijeća naroda, te predsjendici Vrhovnog i Ustavnog suda i javni tužitelji i njhovi zamjenici budu iz različitih konstitutivnih naroda.
Vlada Republike Srpske sastoji se od premijera i 16 ministara, od kojih 8 iz reda srpskog naroda, pet iz reda bošnjačkog, 3 iz reda hrvatskog, a jednog ministra iz reda ostalih može imenovati premijer iz reda najbrojnijeg konstitutivnog naroda. Vlada Federacije BiH sastoji se isto od premijera i 16 ministara. Od toga osam Bošnjaka, pet Hrvata i tri Srbina, a jednog iz reda ostalih može imenovati premijer. Nakon potpunog provođenja Aneksa 7 o povratku izbjeglica najmanje 15% članova vlade mora biti iz jednog konstitutivnog naroda, 35% iz dva konstitutivna naroda, a jedan član vlade mora biti iz reda ostalih.
Vitalni nacionalni interesi podrazumjevaju ostvarivanje prava konstitutivnih naroda da budu adekvatno zastupljeni u zakonodavnim izvršnim i pravosudnim organima vlasti. U vitalne nacionalne interese prema sporazumu spadaju jednaka prava konstitutivnih naroda u procesu donošenja odluka, obrazovanje, vjeroispovijest, jezik, njegovanje kulture, tradicija i kulturno nasljeđe, teritorijalna organizacija, sustav javnog informiranja te druga pitanja koja od vitalnog interesa smatra 2/3 jednog od klubova zastupnika konstitutivnih naroda u Domu naroda, odnosno u Vijeću naroda. Vijeće naroda, koje u Republici Srpskoj uz Narodnu skupštinu vrši zakonodavnu vlast razmatra propise, ili akte koje donese  Narodna skupština, ako se odnose na ono što je definirano kao vitalni nacionalni interes.
Sastav Vijeća Naroda i Doma Naroda biće paritetan tako da svaki konstitutivni narod ima isti broj zastupnika. Najmanje osam najviše 17 zastupnika bit će iz reda jednog konstitutivnog naroda. Ostali su zastupljeni u broju koji ne prelazi polovicu predstavnika jednog konstitutivnog naroda u Vijeću naroda, odnosno Domu naroda. Sporazum propisuje da Ustavni sudovi entiteta imaju najviše po 9 članova, medju kojima su po dva iz druga dva konstitutivna naroda i jedan iz reda ostalih. Prijedlogom je predviđjeno i osnivanje vijeća za zaštitu vitalnog interesa Ustavnog suda Federacije BiH i Republike Srpske. Visoki predstavnik je konačni autoritet u tumačenju ovog dokumenta sve dok ga parlamenti entiteta u potpunosti ne provedu.

## Glasovanje
Dana 18. travnja, sporazum je usvojio Dom naroda Parlamenta Federacije Bosne i Hercegovine. Zastupnici HDZ-a BiH su uoči početka glasovanja o tim amandmanima, napustili dvoranu odbivši na taj način poduprijeti amandmane, koji su suglasni Sarajevskom sporazumu o ustavnim promjenama. HDZ i SDA su odbili potpisati Sarajevski sporazum.
Stranka demokratske akcije, odnosno njezini zastupnici bili su suzdržani pri glasovanju o amandmanima na ustavne promjene u Zastupničkom domu federalnog parlamenta. Bez potpore zastupnika HDZ-a i SDA, stranke vladajuće Alijanse za promjene nisu mogle u Zastupničkom domu Parlamenta Federacije BiH dostići dvotrećinsku većinu glasova potrebnu da bi amandmani bili usvojeni. Diplomatski izvori tvrdili su kako se pokušalo pridobiti HDZ i SDA da ipak prihvate ustavne amandmane sukladne Sarajevskom sporazumu.
Demokratska alijansa za promjene je naziv koalicije deset političkih stranaka (SDP BiH, Stranka za BiH, Nova hrvatska inicijativa, Bosanska patriotska stranka, Republikanska stranka, Građanska demokratska stranka, Hrvatska seljačka stranka, Stranka umirovljenika Federacije, Liberalna demokratska stranka i Demokratska stranka umirovljenika), koja je osnovana 13. siječnja 2001. želeći ubrzati provedbu reformi, koje podržava međunarodna zajednica. 12. ožujka 2001. stvorena je vlada Federacije BiH od spomenutih stranaka, resori su raspoređeni većinom među prve tri stranke. Hrvati Bosne i Hercegovine su smatrali da je Alijansa koalicija bošnjačkih stranaka jer od svih hrvatskih stranaka uključuje samo NHI i HSS, koje nisu imale niti 5% potpore hrvatskih birača (Hrvatska samouprava u Bosni i Hercegovini).

## Amandmani
Visoki predstavnik za Bosnu i Hercegovinu Wolfgang Petritsch donio je 19. travnja 2002. Odluku o proglašenju amandmana na ustave Federacije BiH i Republike Srpske. Petritsch je novinarima u Sarajevu kazao kako je odluka, koju je donio u potpunosti utemeljena na odredbama Sarajevskoga sporazuma o ustavnim promjenama postignutoga 27. ožujka. Tim Sporazumom je, kazao je visoki predstvnik, postignuta potpuna suglasnost o tome kako na najbolji način provesti Odluku Ustavnog suda BiH o konstitutivnosti sva tri naroda na cijelom teritoriju države. Visoki je predstavnik objasnio kako njegova odluka praktično znači stupanje na snagu amandmana koje je 18. travnja usvojio Dom naroda Parlamenta Federacije BiH, a odbacio Zastupnički dom. Petritschevom odlukom također su izmijenjeni amandmani što ih je prije usvojila Narodna skupština Republike Srpske, čime su ujedno eliminirane odredbe kojima su bili nezadovoljni Hrvati i Bošnjaci. Petritsch je ocijenio da ustavne promjene koje će slijediti provođenjem upravo proglašenih amandmana predstavljaju povijesni iskorak za Bosnu i Hercegovinu, koji će tu zemlju znatno približiti europskim demokratskim državama.
Nastavak i vrhunac procesa ustavno-pravnoga dekonstituiranja Hrvata u BiH nakon Barryjevih amandmana uslijedio je kroz amandmane na Ustav Federacije BiH nametnute od strane OHR-a. Od 108 amandmana na Ustav FBiH, samo 39 je odobrio Parlament FBiH, a čak njih 69 su nametnuli visoki predstavnici Wolfgang Petritsch i Paddy Ashdown između 2002. i 2004. godine. Za Hrvate u BiH posebno su bili pogubni Petritschevi amandmani iz travnja 2002. godine koji su u međunarodnoj zajednici poznati pod ciničnim nazivom "airport decision" tj. "odluka iz zračne luke" jer ih je Petritsch potpisao doslovno u zračnoj luci, neposredno prije svog odlaska iz BiH. Nametnuti amandmani OHR-a na ustave FBiH i RS službeno su za cilj imali provedbu odluke U-5/98 Ustavnog suda BiH iz 2000. godine. Prije ove odluke u RS su samo Srbi bili konstitutivni, a samo Bošnjaci i Hrvati u FBiH. Nametnuti amandmani su de iure dodali sva tri naroda kao konstitutivne u ustave oba entiteta, ali de facto, Republika Srpska je ostala srpski entitet, a Federacija BiH je od bošnjačko-hrvatske federacije, koja je po Washingtonskom sporazumu trebala ući u konfederaciju s Republikom Hrvatskom, postala bošnjački entitet.

### Primjer
Amandmanima tadašnjeg visokog predstavnika Wolfganga Petritscha na Ustav Federacije BiH 2002. godine, do tada federacija dvaju ravnopravnih partnera, Bošnjaka i Hrvata, postala je entitet u kojem Bošnjaci mogu preglasati Hrvate. Ovim odlukama i brojnim drugim manipulacijama i pritiscima, Hrvati su dovedeni u podređen i neravnopravan položaj u odnosu na Bošnjake u Federaciji Bosne i Hercegovine.
| Prije 2002. | Poslije 2002. |
| Proces kandidiranja Predsjednika/Potpredsjednika FBiH | |
| U izboru Predsjednika i Potpredsjednika Federacije Bosne i Hercegovine, klubovi naroda (bošnjački i hrvatski) odvojeno su kandidirali po jednu osobu. Potrebna je većina u svakom klubu Doma naroda. | U izborima za Predsjednika i dva Potpredsjednika Federacije BiH, uvodi se zajednička lista, koja se formira uz podršku najmanje jedne trećine poslanika iz klubova. (bošnjački, hrvatski, srpski). Nije više potrebna većina u svakom klubu Doma naroda nego samo jedna trećina.                                                                     |
| Proces izbora Predsjednika/Potpredsjednika FBiH | |
| Izbor Predsjednika i Potpredsjednika Federacije zahtjeva potvrdu većinom glasova u Zastupničkom domu i u Domu naroda (uključujući većinu po klubovima Doma naroda). Potrebna je većina u oba doma Parlamenta Federacije BiH, uključujući i većinu u svakom klubu Doma naroda.                                                               | Prvi krug izbora je ostao isti. Potrebna je potvrda većinom glasova u Zastupničkom domu i u Domu naroda (uključujući većinu po klubovima Doma naroda). Potrebna potvrda u oba doma. Uvodi se drugi krug. |
| | Ako u ponovljenom postupku jedan od domova odbije zajedničku listu, smatrat će se da su kandidirane osobe prihvaćanjem liste u jednom domu. Uvodi se drugi krug glasovanja u kojem je potrebna potvrda u samo jednom domu. |
| Sastav Vlade Federacije Bosne i Hercegovine | |
| Vlada Federacije BiH se sastoji od Premijera, koji je predsjednik Vlade, zamjenika Premijera i ministara (od kojih svaki ima zamjenika). Nijedan od zamjenika, uključujući i zamjenika Premijera, ne može biti iz istog konstitutivnog naroda kao njegov ministar. Najmanje jedna trećina ministarskih mjesta bit će popunjena Hrvatima.    | Vlada Federacije BiH (Premijer i šesnaest ministara) sastoji se od 8 ministara iz reda bošnjačkog, 5 ministara iz reda hrvatskog i 3 ministra iz reda srpskog naroda. Jednog ministra iz reda ostalih može imenovati Premijer iz kvote najbrojnijeg konstitutivnog naroda. Ukidaju se funkcije zamjenika ministara i predsjednika županija (župana). |
| Način odlučivanja u Vladi Federacije BiH | |
| Članak IV.B.2.6. Ustava: Odluke Vlade Federacije koje se tiču vitalnih interesa bilo kojeg konstitutivnog naroda, donose se konsenzusom. Na ovu odredbu može se pozvati jedna trećina ministara, osim Premijera i zamjenika Premijera, ako dugačije ne odredi Ustavni sud u hitnom postupku koji zatraže Premijer ili zamjenik Premijera... | Visoki predstavnik za Bosnu i Hercegovinu Wolfgang Petritsch je odlučio navedeni članak u potpunosti maknuti iz Ustava Federacije Bosne i Hercegovine. |

### Objašnjenje
Zbog činjenice da je Bošnjaka u Federaciji BiH 70,40%, stranke koje predstavljaju bošnjačku izbornu volju uvijek mogu osigurati 2/3 većinu u Zastupničkom (donjem ili građanskom) domu Parlamenta FBiH. Nametnuti amandmani i novi, neustavni Izborni zakon omogućili su im i punu kontrolu Doma naroda (gornjega doma) PFBIH. Novi Dom naroda PFBiH je koncipiran tako da stranke koje predstavljaju bošnjačku izbornu volju, izbornim inženjeringom mogu ostvariti većinu na razini DN PFBiH, odnosno 37 od 58 zastupnika i to na način da mogu samostalno, samo bošnjačkim glasovima izabrati 12 od 17 zastupnika Bošnjačkog kluba DN, 12 od 17 Srpskog, 6 od 17 Hrvatskog te 5 od 7 zastupnika kluba nacionalnih manjina i nacionalno neopredijeljenih građana (tzv. Ostali).
Kako bi stranke koje su izraz bošnjačke izborne volje mogle preuzeti punu kontrolu nad DN PFBiH, nametnutim amandmanima nije samo promijenjen sastav klubova i broj zastupnika DN nego je promijenjena i odredba o načinu donošenja odluka u DN. Umjesto dotadašnje natpolovične većine po klubovima, kako je bilo propisano izvornim ustavom FBiH, odnosno Washingtonskim sporazumom, uvedeno je pravilo da je za imenovanje i potvrđivanje izvršne vlasti na razini Federacije BiH potrebna suglasnost samo 1/3 zastupnika (minimalno 6 od 17). Zanimljivo, točno onoliko zastupnika koliko ih se za Hrvatski klub DN, po novom Izbornom zakonu, bira u većinskim bošnjačkim županijama.
Ako bošnjački glasači odluče iskoristiti mogućnost biranja 6 zastupnika Hrvatskog kluba DN u većinski bošnjačkim županijama, hrvatski glasači nemaju nikakvu izbornu mogućnost spriječiti taj izbor. Od preostalih 11, pri tom, 6 ih se bira u mješovitim županijama, a samo 5 u većinskim hrvatskim županijama. U ostala tri kluba DN stranke s bošnjačkom izbornom bazom mogu osigurati ne samo 1/3 svojih zastupnika nego i 2/3 većinu. Bošnjački glasači u FBiH ne majoriziraju, dakle, samo Hrvate nego i Srbe i Ostale. Kontrolom oba doma Parlamenta FBiH, stranke koje predstavljaju bošnjačku izbornu volju imaju mogućnost samostalno formirati izvršnu vlast na razini FBiH (Predsjednik FBiH i dva dopredsjednika te Vlada FBiH).

## Poveznice
- Federalizam u Bosni i Hercegovini
- Odluka o konstitutivnosti naroda u Bosni i Hercegovini
- Barryjevi amandmani
- Hrvatska samouprava u Bosni i Hercegovini
- Demokratska alijansa za promjene
- Wolfgang Petritsch
- Visoki predstavnik za Bosnu i Hercegovinu
- Majorizacija Hrvata u Bosni i Hercegovini